# Sárhida
Sárhida is een plaats (község) en gemeente in het Hongaarse comitaat Zala. Sárhida telt 812 inwoners (2001).